# 2017年5月

## 5月1日
- 委內瑞拉總統尼古拉斯·马杜罗宣佈將會制定新憲法。[1]

## 5月3日
- 陷入債務危機的波多黎各政府向美國聯邦破產法院申請破產保護，初步估計涉及債務多達730億美元。[2]
- 伊朗北部戈勒斯坦省一個煤礦發生爆炸，造成至少42人喪生。[3]

## 5月4日
- 英國王室宣佈自今年秋天起，將不再積極參與公眾活動；此決定並得到女王支持[4]。
- 英格蘭、威爾斯和蘇格蘭舉行地方選舉。[5]
- 2017年阿爾及利亞國民議會選舉進行投票。[6]
- 美国众议院以217票支持、213票反對通過替代奧巴馬醫保的新法案。[7]

## 5月5日
- 中国国产的C919大型客机在上海首次試飛。[8]

## 5月6日
- 尼日利亞恐怖組織博科圣地釋放82名於2014年綁架的奇博克女學生，以換取政府釋放一些被捕的該組織成員。[9]

## 5月7日
- 2017年法國總統選舉進行第二輪投票[10]，以65.5%得票率擊敗，當選第25任法國總統[11]。
- 美國空軍一架X-37B無人太空飛機在環繞地球連續飛行718天後返回地球降落[12]。

## 5月8日
- 印度尼西亚政府下令解散以建立哈里發國為目標的伊扎布特印度尼西亞分支。[13]

## 5月9日
- 2017年大韓民國總統選舉進行投票。[14]
- 印度尼西亞法院判決雅加达特區首長锺万学褻瀆伊斯兰教罪名成立，判處入獄2年。[15]
- 美國總統唐納·川普解除联邦调查局局長詹姆斯·科米的職務。[16]
- 美國總統唐納·川普授權國防部按需要向敘利亞民主力量中的库尔德人部隊提供武器，以確保他們在進攻伊斯兰国的拉卡省北部攻勢取勝，外界預料此舉將引起土耳其不滿。[17]

## 5月10日
- 韓國中央選舉委員會確認文在寅勝出總統選舉，文在寅同日正式宣誓就任。[18]
- 敘利亞民主力量從伊斯兰国手上攻佔敘利亞北部城鎮塔布卡及附近的塔布卡水壩。[19]

## 5月12日
- 多個國家的電腦系統遭到勒索軟體WannaCry攻擊，受害者包括英格蘭國民保健服務的電腦系統，導致多個地方的醫療服務受影響。[20]

## 5月13日
- 巴勒斯坦約旦河西岸地區舉行地方議會選舉。[21]

## 5月14日
- 2017年欧洲歌唱大赛在乌克兰基辅國際展覽中心举行，葡萄牙选手萨尔瓦多·索布拉尔凭借歌曲《相爱》勇夺全场最高分758分，夺得本国首个欧唱大赛冠军[22]。

- 由中国主导的一带一路高峰论坛于北京举行，数十个国家的元首或首脑出席了领导人圆桌峰会。[23][24]

## 5月18日
- 第70屆在法国节庆宫开幕[25]。
- 支持托布魯克政府的利比亞國民軍在利比亞南部的布拉克·沙提空軍基地遭到支持的黎波里政府的敵對武裝組織襲擊，造成141人喪生。[26]

## 5月19日
- 2017年伊朗總統選舉進行投票。[27]

## 5月20日
- 伊朗現任總統哈桑·魯哈尼於2017年伊朗總統選舉中得五成七選票連任。[28]

## 5月21日
- 2017年公告牌音乐奖在拉斯维加斯T-Mobile体育场举行，德雷克收获13项大奖成为当晚最大赢家[29]。

## 5月23日
- 美国歌手爱莉安娜·格兰德在曼彻斯特竞技场举办危险女人巡回演唱会（英语：Dangerous Woman Tour）期间，现场突然发生爆炸，至少造成19人死亡，50多人受伤[30][31]。

## 5月24日
- 毛特组织与菲律宾陆军军队在南拉瑙省马拉维市爆发冲突，总统罗德里戈·杜特尔特宣布棉兰老岛实行戒严[32][33]。
- 中華民國司法院大法官發佈《釋字第748號》解釋文，宣告《民法》未保障同性婚姻自由及平等權屬違憲，要求立法院兩年內修（立）法保障同性結合的權利。[34]
- 2017年欧洲联赛决赛在瑞典索尔纳市友谊竞技场举行，阿贾克斯0-2不敌曼联[35]。
- 印尼雅加达干东墟（英语：Jatinegara）一公交车站遭自杀式爆炸（英语：2017 Jakarta bombings）袭击，三名警察遇害[36][37]。

## 5月26日
- 埃及明亚省一搭载埃及科普特基督徒的大巴遭枪手枪击（英语：2017 Minya attack），至少28人遇害，数十人受伤[38]。随后，埃及空军派遣军机空袭了利比亚东部的恐怖組織營地，表示报复[39]。

## 5月27日
- 第43届七国集团会议在意大利陶尔米纳落幕，是否坚持巴黎协议的问题未达成一致。否认气候变暖的美国总统唐纳德·特朗普成为唯一一名不承诺坚守协议的领导人[40]。
- 由于电脑系统大面积故障，英国航空取消了希思罗机场和格域机场全部航班[41]。
- 利比亞聖戰組織安薩爾旅（英语：Ansar_al-Sharia (Libya)）宣告解散[42]。

## 5月28日
- 瑞典導演魯本·奧斯特倫德執導的電影《自由廣場》於第70屆坎城影展獲得最高榮譽金棕櫚獎。[43]
- 斯里兰卡普降暴雨引发泥石流和洪水，至少造成126人死亡，97人失踪，超过10万人已被转移[44]。
- 第100届环意自行车赛在意大利米兰结束了最后一个个人计时赛赛段的争夺，太阳网车队的荷兰车手汤姆·迪穆兰凭借出色的表现逆转获得百届环意总冠军[45]。
- 韓國國家羽毛球隊在2017年蘇迪曼盃決賽以3比2擊敗中国队，第四度赢得蘇迪曼盃[46]。

## 5月29日
- 巴拿馬前領導人曼紐·諾瑞嘉逝世[47]。

## 5月30日
- 巴格達市區發生自殺汽車炸彈爆炸案，造成至少13人死亡30人受傷。伊斯蘭國已承認犯案[48]。
- 美國開始提供敘利亞庫德族軍事裝備[49]。

## 5月31日
- 肯尼亚蒙巴萨－内罗毕标准轨铁路通車。[50]
- 阿富汗首都喀布尔的使館區發生汽車炸彈襲擊，造成至少90人喪生。[51]